# Mohammad Hossein Allafi

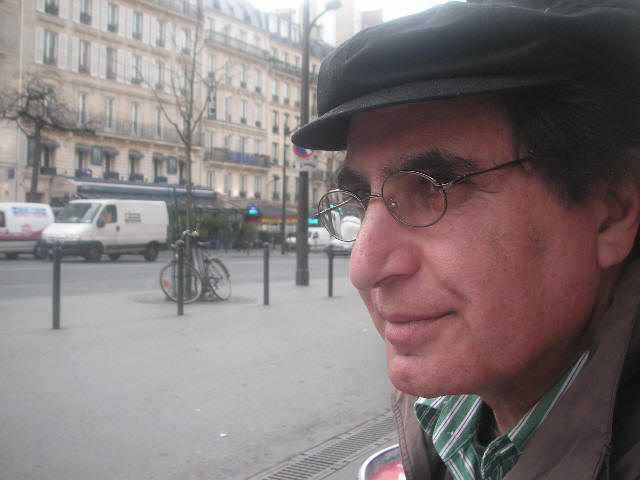
Mohammad Hossein Allafi

Mohammad Hossein Allafi (persisch محمدحسین علافی anhörenⓘ; * 1952 in Kerend, Westiran) ist ein Schriftsteller, Übersetzer und Verleger, der in Frankfurt am Main lebt.

## Leben
1952 in der kleinen alten Stadt Kerend am Fuße des Zagros-Gebirges in Kurdistan/Iran geboren, wuchs er zweisprachig – kurdisch und persisch – auf und besuchte die Schule des Ortes bis zur Mittelstufe. 1968 zog er in die benachbarte Großstadt Kermānschāh, wo er das Gymnasium besuchte und 1971 sein Abitur machte. Von 1971 bis 1972 musste er seinen Militärdienst bei der kaiserlichen Gendarmerie ableisten, zunächst für sechs Monate in der kurdischen Stadt Sanandadsch, anschließend zwei Monate in der Hafenstadt Buschehr und dann auf der Insel Charg im Persischen Golf.
Von 1973 bis 1978 lebte Allafi in Teheran, wo eine Ausbildung im Bereich Maschinenbau der Teheraner Raffinerie absolvierte. Nach der Beendigung seiner Ausbildung arbeitete er genau zwei Wochen lang in Isfahaner Raffinerie. Dann machte er seinen Plan für ein Studium im Ausland wahr und reiste nach Deutschland, wo er sich von Beginn an politisch und sozial in der links-alternativen Szene engagierte. Aufgrund dieses Engagements entschied er sich, nachdem er zunächst die deutsche Sprache erlernt und das Studienkolleg in Mainz beendet hatte, für das Studium der Soziologie, Pädagogik, Sozialpsychologie und politische Wissenschaften an der Johann Wolfgang Goethe-Universität Frankfurt am Main, wo er auch seine Frau Sabine kennenlernte. In seiner Diplomarbeit (1985) befasste er sich mit der Lebensplanung Jugendlicher in Deutschland. Doch da ihn sein erstes Heimatland faszinierte, machte er den Industrialisierungsprozess in Iran zum Thema seiner Promotion. Mit Bezugnahme auf die französische Regulationstheorie verfasste er eine umfassende Arbeit über Iran im modernen Zeitalter, erwarb damit 1989 den Titel Doktor der Philosophie und schloss so sein Studium der Gesellschaftswissenschaften an der Universität in Frankfurt am Main ab.
In den nun folgenden Jahren 1989 bis 1991 war er zwischen Iran und Deutschland hin- und hergerissen. Die islamische Revolution in Iran und das Aufkommen des Islam als politische Ideologie führten ihn zu einer intensiven Auseinandersetzung mit dem politischen Islam, als dessen Ergebnis schließlich das Buch Islam, Gesellschaft und europäische Moderne (2002) entstand.
Von 1991 bis 2005 lehrte Allafi Soziologie an der Johann Wolfgang Goethe-Universität in Frankfurt am Main. Sein zwischenzeitlicher Versuch als Professor für Soziologie in Iran zu lehren scheiterte wegen kultureller Unstimmigkeiten mit seinem Umfeld. Angesichts direkter Gewaltandrohung musste er das Land fluchtartig verlassen. Seither lebt er wieder in Frankfurt am Main, wo er sich neben seiner Tätigkeit als Wissenschaftler und Autor auch als Übersetzer und Herausgeber zahlreicher Werke moderner iranischer Autoren einen Namen gemacht hat, z. B. durch die Anthologien Das kleine Geschenk (1994), Ein Bild zum Andenken (1997), Östliche Brise (1998) und Mina mit dem blauen Kleid. Moderne Erzählungen iranischer Frauen (1999). Darüber hinaus machte er mit seinen Übersetzungen die Werken der wichtigsten iranischen Romanciers erstmals einer deutschsprachigen Leserschaft zugänglich, wie die Romane Drama der Trauer von Simin Daneshwar (1997), Die Rückkehr von Ahmad Mahmud (1997), Winter ‘83 von Esmail Fassih (1998), und Erzählungen von Simin Daneshwar (zuletzt 2012) unter dem Titel Frag doch die Zugvögel sowie von Moniro Ravanipur Die Steine des Satans (1996). 1994 gründet er zusammen mit seiner Frau den Glaré Verlag, der sich als Forum für eine Verständigung über kulturelle Grenzen hinweg mit dem Ziel einer friedlichen Zukunft für alle sieht. Mit den beiden Reihen Der andere Orient und East meets West haben sie ein Forum geschaffen, das den modernen Orient präsentiert und zum anderen Autoren zwischen zwei Kulturen (Orient und Okzident) Raum gibt.
In Ein Fenster zur Freiheit (2000) zeichnet Allafi die hundertjährige Literaturgeschichte Irans in drei Generationen anhand zahlreicher Beispiele nach und nimmt zugleich Abschied von der modernen iranischen Literatur, die seiner Meinung nach infolge der Repressionen und Einschränkungen der Freiheit der Autoren nichts Wesentliches mehr zu bieten hat.
Seine eigenen literarischen Arbeiten kreisen um zwei Hauptthemen: Da sind einmal die iranischen Menschen und die Zerrissenheit ihres Landes zwischen Tradition und Moderne, zum anderen geht es um das Leben in Deutschland und jene, die sich mit den hiesigen Verhältnissen kritisch auseinandersetzen.
Sein erster Roman Es schneit im Zagros-Gebirge (1991), bringt die Nöte der Menschen in Kurdistan nahe. Ein Thema, das er in humorvoller Weise in Die Nähmaschine (1994) wieder aufgreift. Eine Bühnenfassung wurde unter dem Titel Unter Strom 1996 im Theaterhaus Frankfurt uraufgeführt. Die Novelle Verloren (1996), erzählt von einer jungen Kurdin in den Wirren der islamischen Revolution.
Um Iran geht es auch in seinem Roman Leyla – Auf der Suche nach Freiheit (2005), in dem die abstrakte Leyla (aus der Legende von Leyla und Madschnun) als Metapher für die unerfüllte Liebe steht, aber nicht stehenbleibt. So werden bei Allafi nicht nur unterschiedliche moderne Frauen, die zufälligerweise alle Leyla heißen, vorgestellt, sondern der Autor wagt sich auch an die Zeichnung eines Weges zur Freiheit und freien Liebe in einem gnadenlos unterdrückerischen Umfeld.
Die Skrupellosigkeit der politischen Szene in Iran heute ist das Sujet von Nalan. Ein Mensch ohne Gnade (2009), zu dem der Autor kurz nach der umstrittenen Wiederwahl Ahmadinedschads selbst formulierte: „Als ich den Nalan niedergeschrieben hatte, sagte ich mir, dass ich bezüglich der Beschreibung von Lug und Trug und der zwischenmenschlichen Intrigen vielleicht doch übertrieben habe. Als ich jedoch die letzten Wahlen in Iran und die Aussagen der so genannten islamischen Eliten des Landes im Hinblick auf ihren Ausgang wie auch die Geschehnisse in den vergangenen Monaten verfolgte, war ich etwas beruhigt, denn sie zeigen, dass ich nicht übertreiben konnte, obwohl ich übertrieben habe…“
Allafis zweiter Lebensabschnitt in Deutschland findet Niederschlag in seiner Gabriela-Trilogie. In Die Nächte am Main (1998), Die letzte Nacht mit Gabriela (2003) und Gabriela findet einen Stapel Papier (2012) irren die „heimatlosen“ Protagonisten Hans, Hassan und Gabriela durch die links-alternative Szene und kämpfen mit den alltäglichen Begebenheiten im kulturellen und sozialen Leben in Deutschland. Klar steht über der intellektuellen Auseinandersetzung mit dem Zeitgeist und den Belangen der Mittelschicht die Suche nach dem Glück des Einzelnen. In Der verwirrte Orientale und die schöne Laleh zieht ein in die Welt hinausgeschleuderter Orientale Bilanz. Die Jahre des inneren und äußeren Aufbruchs sind vorbei, aber noch immer brennt in ihm das Verlangen nach einer besseren Welt.
Trotz seines Lebens und Schaffens in Deutschland lässt die Entwicklung in Iran den Autor nicht los. Zusammen mit seiner Partnerin verfasst er mehrere wissenschaftliche Bücher. In Iran an der Schwelle zur Demokratie? (2003) charakterisieren beide die verschiedenen politischen Fraktionen Irans und klopfen sie auf ihre Kompatibilität mit demokratischen Strukturen ab. Angesichts der Wiederholung der politischen Auseinandersetzungen im Jahr 2014 schalteten sich beide mit einer Analyse der aktuellen Entwicklungen und Strukturen unter dem Thema Iran – Islamistischer Wirrwarr kontra Demokratie? (2014) in die Debatte ein. Bereits 1994 verfassten beide Autoren als erhellenden Beitrag zu einer überhitzten medial-politischen Debatte die mittlerweile wieder aktuelle Analyse Entwicklungspolitik am Pranger – Wie die Völker der 3. Welt zur Asylsuche verdammt werden. Mit dem Beispiel Kurdistan.

## Werke

### Romane und Erzählungen
- Der letzte Abend bei Tamara. Wir reden über Iran und die Welt. Frankfurt am Main 2023, ISBN 978-3-948323-14-1.
- Noch ein Abend mit Tamara ... und dann ist es gut. Frankfurt am Main 2022, ISBN 978-3-948323-10-3.
- Die Abende mit Tamara. Das Kollektiv der Liebenden. Frankfurt am Main 2021, ISBN 978-3-948323-06-6.
- Tante Tüti. Vom Leben der Kurden. Frankfurt am Main 2017, ISBN 978-3-930761-94-4.
- Der verwirrte Orientale und die schöne Laleh. Frankfurt am Main 2015, ISBN 978-3-930761-89-0.
- Gabriela findet einen Stapel Papier. Frankfurt am Main 2012, ISBN 978-3-930761-79-1.
- Nalan – Ein Mensch ohne Gnade. Frankfurt am Main 2009, ISBN 978-3-930761-68-5.
- Leyla – Auf der Suche nach Freiheit. Frankfurt am Main 2005, ISBN 978-3-930761-40-1.
- Die letzte Nacht mit Gabriela. Frankfurt am Main 2003, ISBN 978-3-930761-19-7.
- Die Nächte am Main. Frankfurt am Main 1998, ISBN 978-3-930761-10-4.
- Verloren. Frankfurt am Main 1996, ISBN 978-3-930761-02-9.
- Die Nähmaschine. Frankfurt am Main 1994, ISBN 978-3-930761-00-5.
- Es schneit im Zagros-Gebirge. Frankfurt am Main 1991, ISBN 978-3-88975-036-5.

### Lyrik
- Ein Blick in meine Welt. Poesie. Frankfurt am Main 2019, ISBN 978-3-948323-00-4.

### Sachbücher und Aufsätze
- zusammen mit S. Allafi: Iran – Islamistischer Wirrwarr kontra Demokratie? Glaré, Frankfurt am Main 2014, ISBN 978-3-930761-86-9.[9]
- zusammen mit S. Allafi: Iran an der Schwelle zur Demokratie? Die erste islamische Republik in den Konturen der neuen Weltordnung. Glaré, Frankfurt am Main 2003, ISBN 3-930761-33-5.[10]
- Islam, Gesellschaft und europäische Moderne. Glaré, Frankfurt am Main 2002, ISBN 3-930761-27-0.[11]
- Ein Fenster zur Freiheit. 100 Jahre moderne iranische Literatur. Glaré, Frankfurt am Main 2000, ISBN 3-930761-23-8.
- zusammen mit S. Allafi: Entwicklungspolitik am Pranger – Wie die Völker der 3. Welt zur Asylsuche verdammt werden. Wisslit.-Verlag, Konstanz 1994, ISBN 3-89038-822-1.
- Wirtschaftlicher Paradigmawechsel der Islamischen Republik Iran? : zur Reaktivierung des Industrialisierungsprozesses. In: Orient: Deutsche Zeitschrift für Politik, Wirtschaft und Kultur des Orients. Berlin: Dt. Orient-Institut, ISSN 0030-5227, ZDB-ID 207426-6., Bd. 31.1990, 4, S. 603–615[12]

### Herausgeberschaften und Übersetzungen
- als Übersetzer: Wenn Gott schläft: Mein Leben, mein Land, der Iran, meine Songs und Gedichte von Shahin Najafi. Kiepenheuer & Witsch, Köln 2013, ISBN 978-3-462-04478-2.[13]
- Das kleine Geschenk. Frankfurt am Main 1994, ISBN 978-3-930761-01-2.
- Ein Bild zum Andenken. Frankfurt am Main 1997, ISBN 978-3-930761-08-1.
- Östliche Brise. Frankfurt am Main 1998, ISBN 978-3-930761-12-8.
- Mina mit dem blauen Kleid. Moderne Erzählungen iranischer Frauen. Frankfurt am Main 1999, ISBN 978-3-930761-13-5.
- Simin Daneshwar: Drama der Trauer. Frankfurt am Main 1997, ISBN 978-3-930761-07-4.
- Simin Daneshwar: Frag doch die Zugvögel. Frankfurt am Main 2012, ISBN 978-3-930761-26-5.
- Ahmad Mahmud: Die Rückkehr.  Frankfurt am Main 1997, ISBN 978-3-930761-06-7.
- Esmail Fassih: Winter ‘83. Frankfurt am Main 1998, ISBN 978-3-930761-11-1.

## Über  Mohammad Hossein Allafi
- Hamid Tafazoli: Narrative kultureller Transformationen. Zu interkulturellen Schreibweisen in der deutschsprachigen Literatur der Gegenwart. Bielefeld 2019, ISBN 978-3-8376-4346-6.
- Anita Strecker: Hinsehen auf das, was die Menschen bewegt. Der Soziologe und Autor Mohammad H. Allafi schlägt mit seinem Verlag Brücken zum Orient. In: Frankfurter Rundschau, 5. Oktober 2004
- Edgar Auth: Geschichten vom Zerfall der Ideologien. Der Glaré Mohammad Allafis macht ein Ende mit jeder Orient-Romantik. In: Frankfurter Rundschau. 19. Oktober 2000
- Literaturtipps Iran. In: die tageszeitung. 14./15. Oktober 2000
- Welten erlesen. Broschüre der Stiftung Lesen, Mainz 1999
- Hinter dem schwarzen Schleier. Mohammad Allafi und sein Frankfurter Verlag Glaré. In: Frankfurter Allgemeine Zeitung. 14. Juli 1999
- Ein paar Zentimeter über dem Boden. Mohammad Allafis „Die Nächte am Main“. In: Göttinger Tageblatt. 15. Juli 1998
- Der andere Orient. In: LiteraturNachrichten. Nr. 55, Oktober–Dezember 1997
- Die Tücken moderner Lebensart. Mohammad Allafi schreibt und verlegt Bücher über den Orient. Frankfurter Allgemeine Zeitung. 29. Juli 1996
- Wissen macht tolerant. Wir sprachen mit Mohammad H. Allafi. In: Schwäbisches Tagblatt. 28. September 1992